# Hans Ferdinand Massmann
Hans Ferdinand Massmann (tyska: Maßmann), född 15 augusti 1797 i Berlin, död 3 augusti 1874 i Muskau i Oberlausitz, var en tysk germanist. 
Massmann var anställd vid skolor och universitet dels som turnlärare, dels som lärare i forntyska språket och litteraturen, bland annat som professor vid Münchens universitet. Han utgav bland annat Denkmäler deutscher Sprache und Litteratur (1827), Deutsche Gedichte des 12. Jahrhunderts (två band, 1837) och "Ulfilas" (två band, 1855–1856). 